# Ruuttilammi (Nedertorneå socken, Norrbotten)
Ruuttilammi är en sjö i Haparanda kommun i Norrbotten och ingår i Torneälvens huvudavrinningsområde.